# Desselbrunn
Desselbrunn – gmina w Austrii, w kraju związkowym Górna Austria, w powiecie Vöcklabruck. 1 stycznia 2015 liczyła 1789 mieszkańców.